# カパルワタラ
カパルワタラ（kapar watara）は、北海道斜里郡斜里町、知床半島西岸に隣接した島である。
知床岬南西、知床半島西岸から約10メートルほど沖合いにある、周囲約500メートルの無人島で、海鳥の繁殖地となっている。島名は、アイヌ語の「平らな海中の岩」という意味である。
- 所在：北海道斜里郡斜里町